# 방황하는 왕비
방황하는 왕비(流転の王妃, The Wandering Princess)는 일본에서 제작된 다나카 키누요 감독의 1960년 드라마, 멜로/로맨스 영화이다.

## 출연
- 쿄 마치코
- 사와무라 사다코
- 히가시야마 치에코
- 미츠다 켄
- 미토 미츠코
- 류 지슈